# Cray T3D
Cray T3D – pierwszy superkomputer firmy Cray Research zbudowany zgodnie z koncepcją masowego przetwarzania równoległego (MPP). Serwer został wprowadzony do sprzedaży w 1993 roku.

## Budowa
Cray T3D MC 256 składał się z 256 „Elementów Przetwarzających” (ang. Processing Elements – PE), z których każdy zawierał 150 MHz procesor Alpha (21064) oraz od 8 do 64 MB pamięci lokalnej. PE połączone były ze sobą poprzez trójwymiarową sieć połączeniową, przez co system mógł być rozbudowywany aż do 2048 procesorów. System Cray T3D musiał pracować wyłącznie razem z Cray Y-MP lub Cray C90.

## Historia
Następcą Cray T3D został w pełni samodzielny Cray T3E.

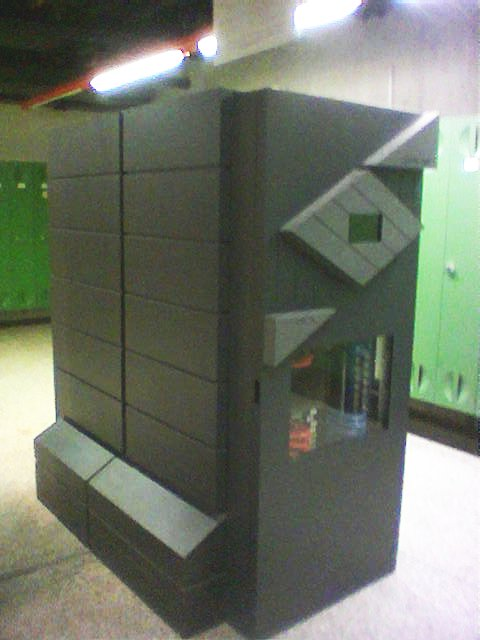
T3D MC 256 w EPFL
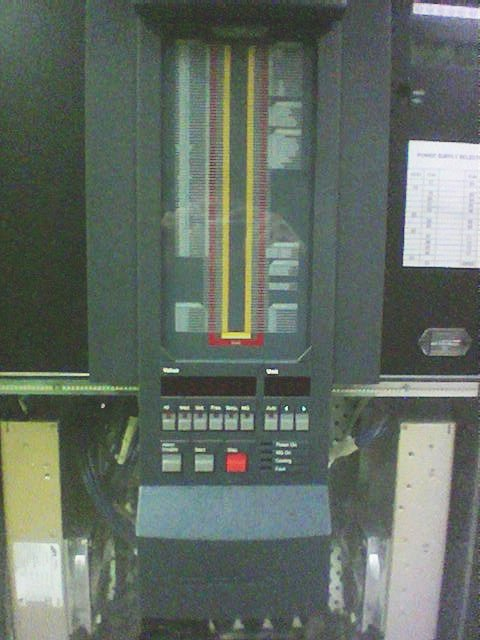
Panel kontrolny T3D MC 256
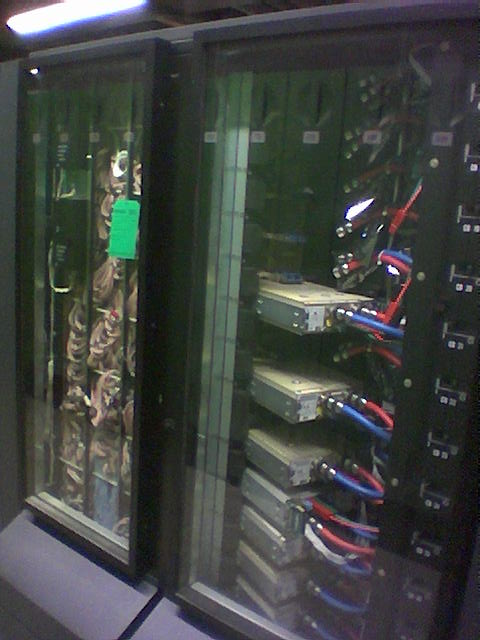
Wnętrze T3D MC 256